# László Moholy-Nagy
László Moholy-Nagy (Bácsborsód, Hungria, 20 de julho de 1895 — Chicago, 24 de novembro de 1946) nascido László Weisz) foi um pintor e artista húngaro bem como professor na escola Bauhaus. Ele foi altamente influenciado pelo construtivismo e um forte defensor da integração da tecnologia e da indústria nas artes. O crítico de arte Peter Schjeldahl chamou-o de "implacavelmente experimental" por causa de seu trabalho pioneiro em pintura, desenho, fotografia, colagem, escultura, filme, teatro e escrita.
Ele também trabalhou em colaboração com outros artistas, incluindo sua primeira esposa Lucia Moholy, Walter Gropius, Marcel Breuer e Herbert Bayer. Sua maior realização pode ser a School of Design em Chicago, que sobrevive hoje como parte do Illinois Institute of Technology, que a historiadora de arte Elizabeth Siegel chamou de "sua obra de arte abrangente". Ele também escreveu livros e artigos defendendo um tipo utópico de alto modernismo.

## Galeria

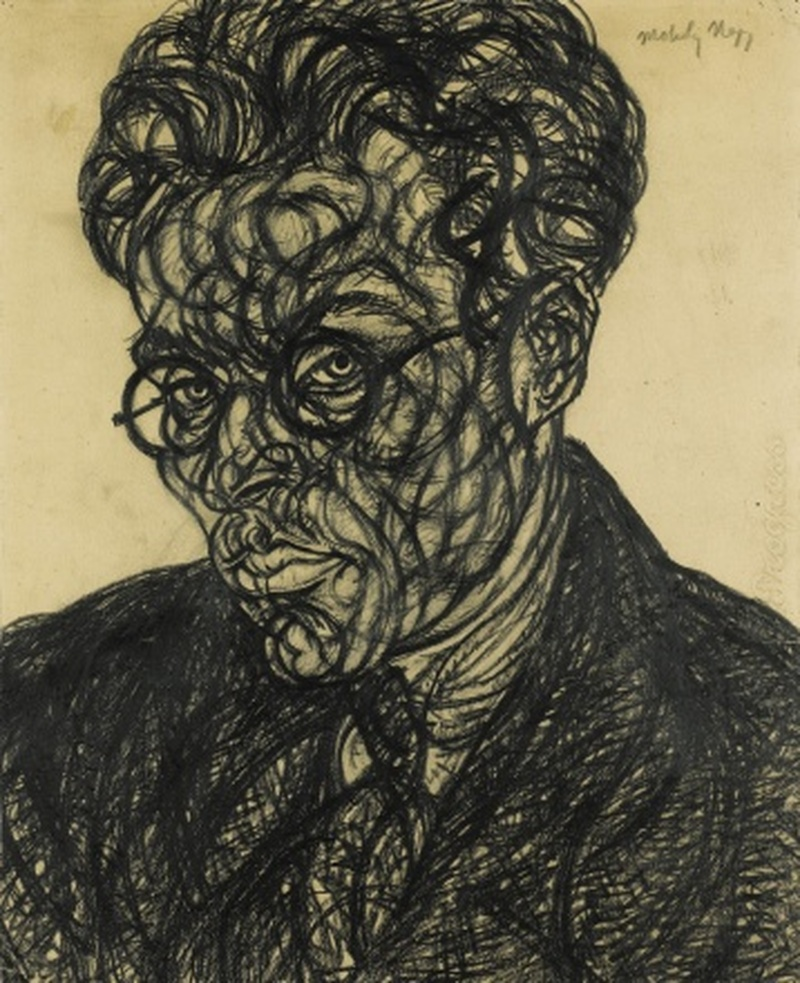
Auto-retrato (1918)
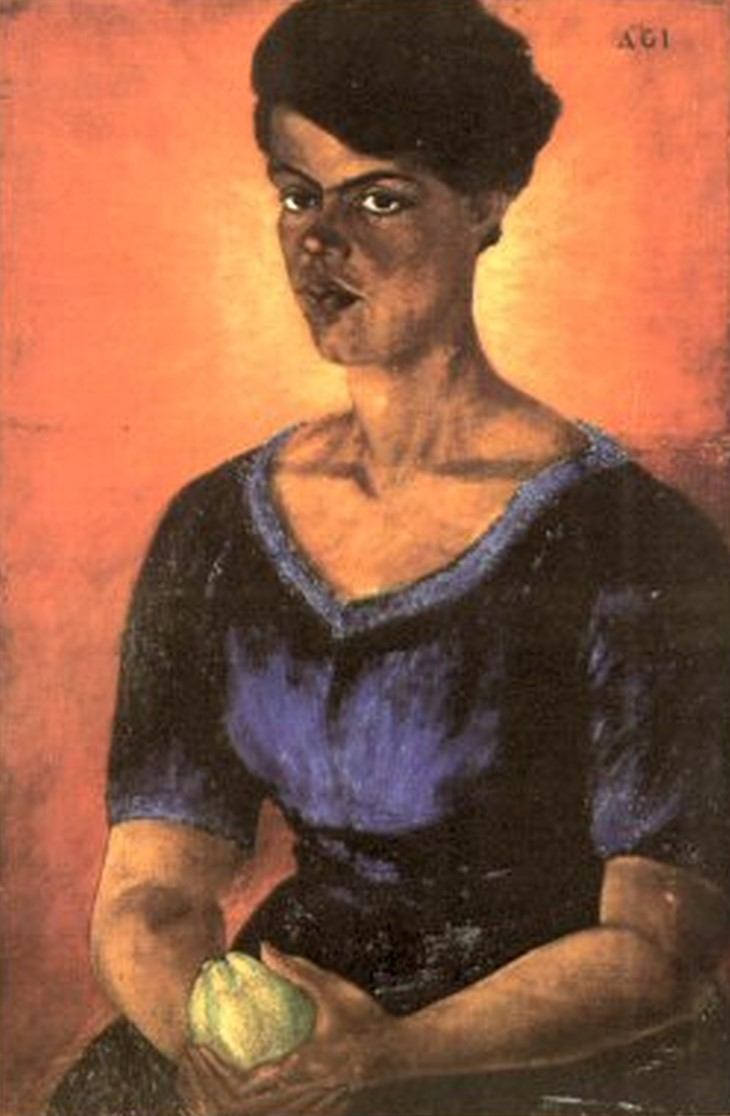
Ágota Fischhof (1918)
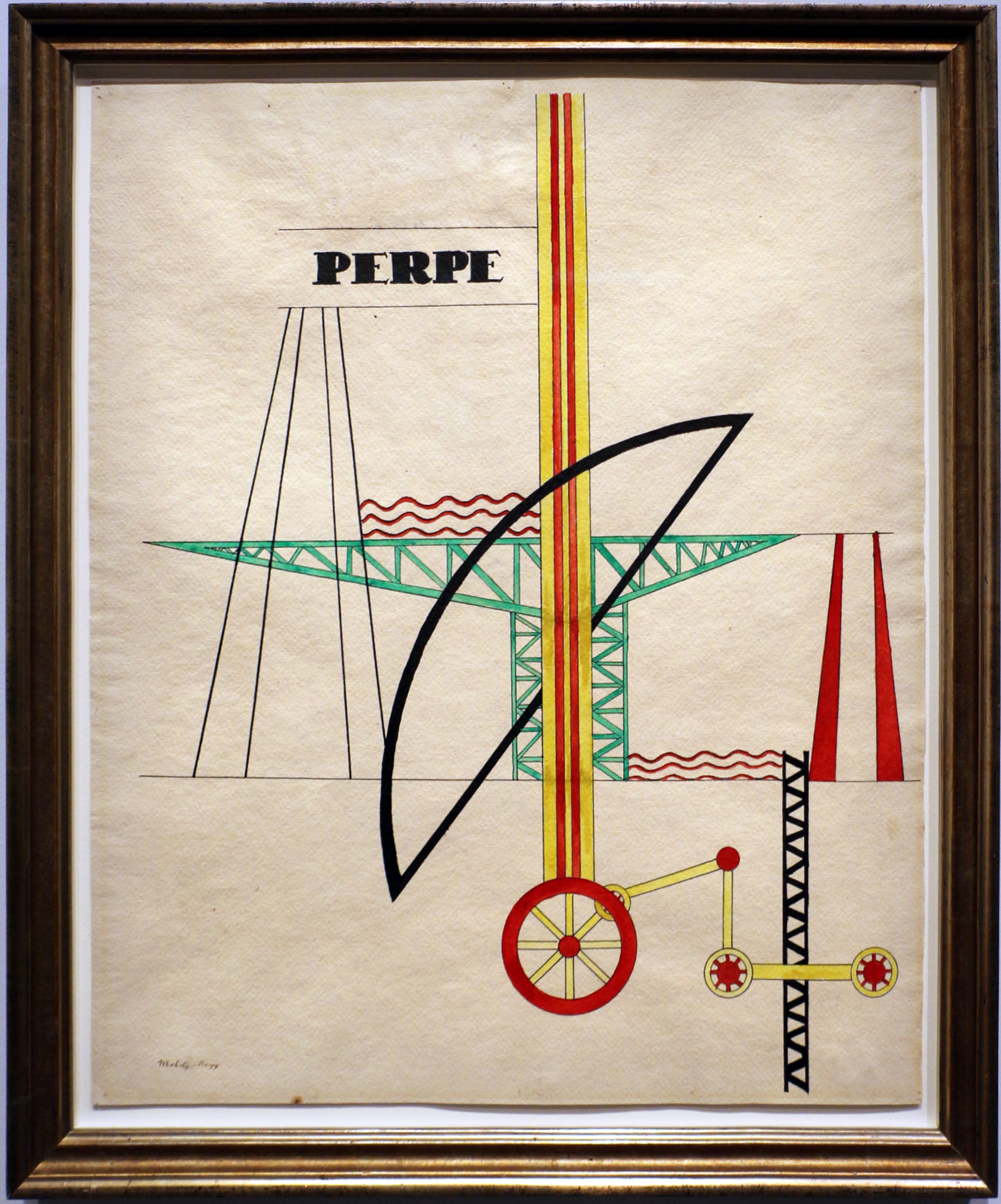
Perpe (1919)
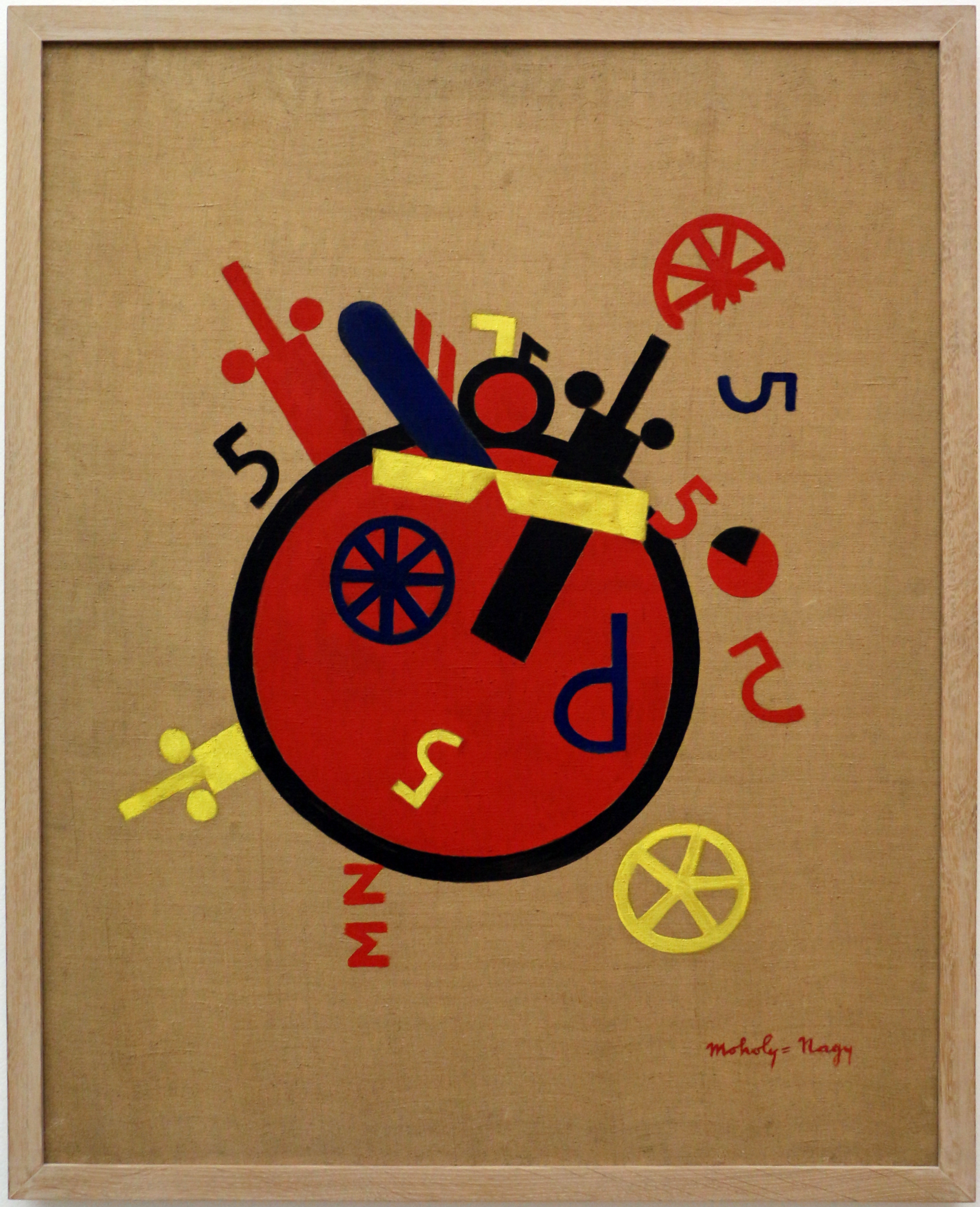
Grande máquina de emoção (1920)
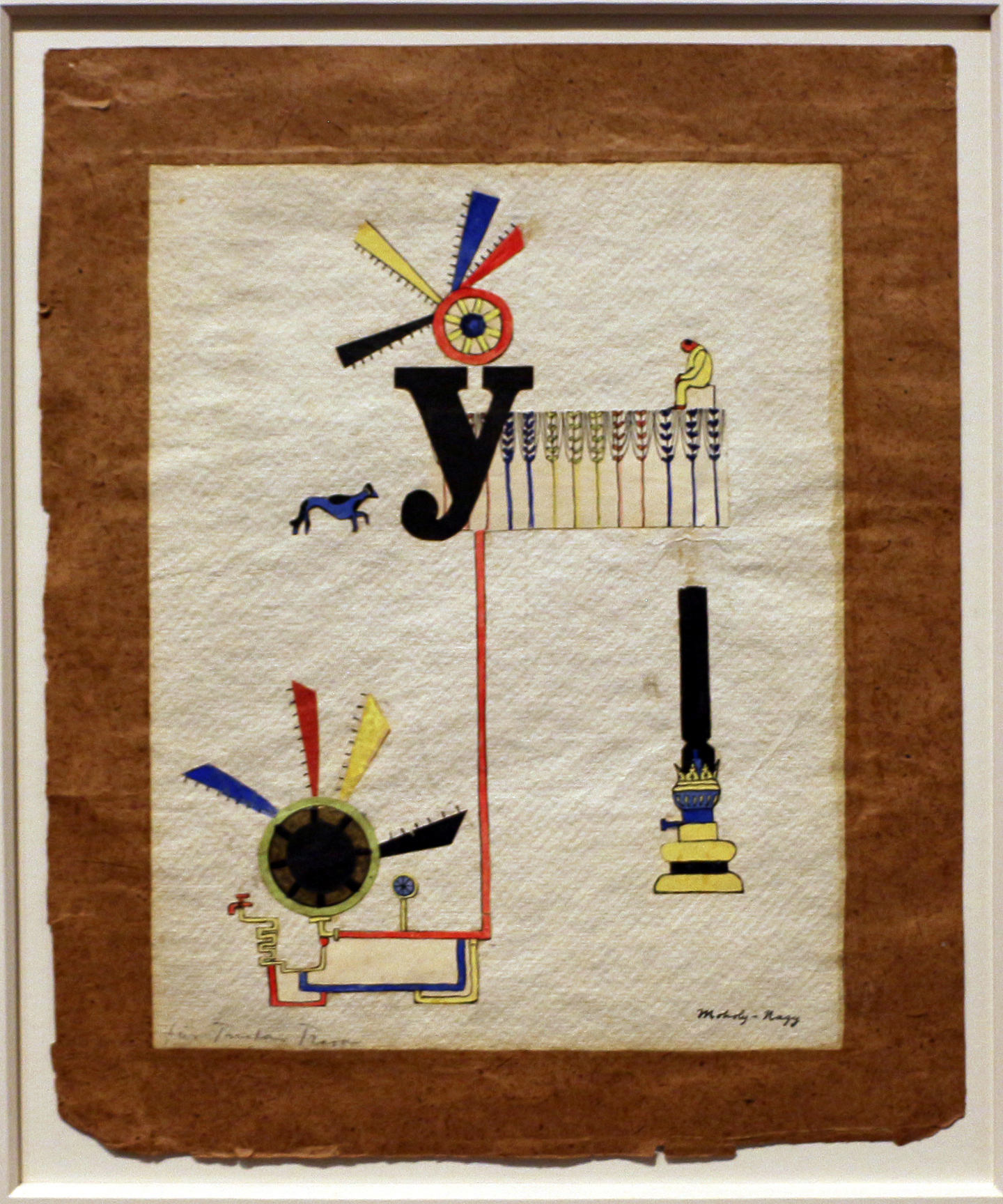
Y (1920-1921)
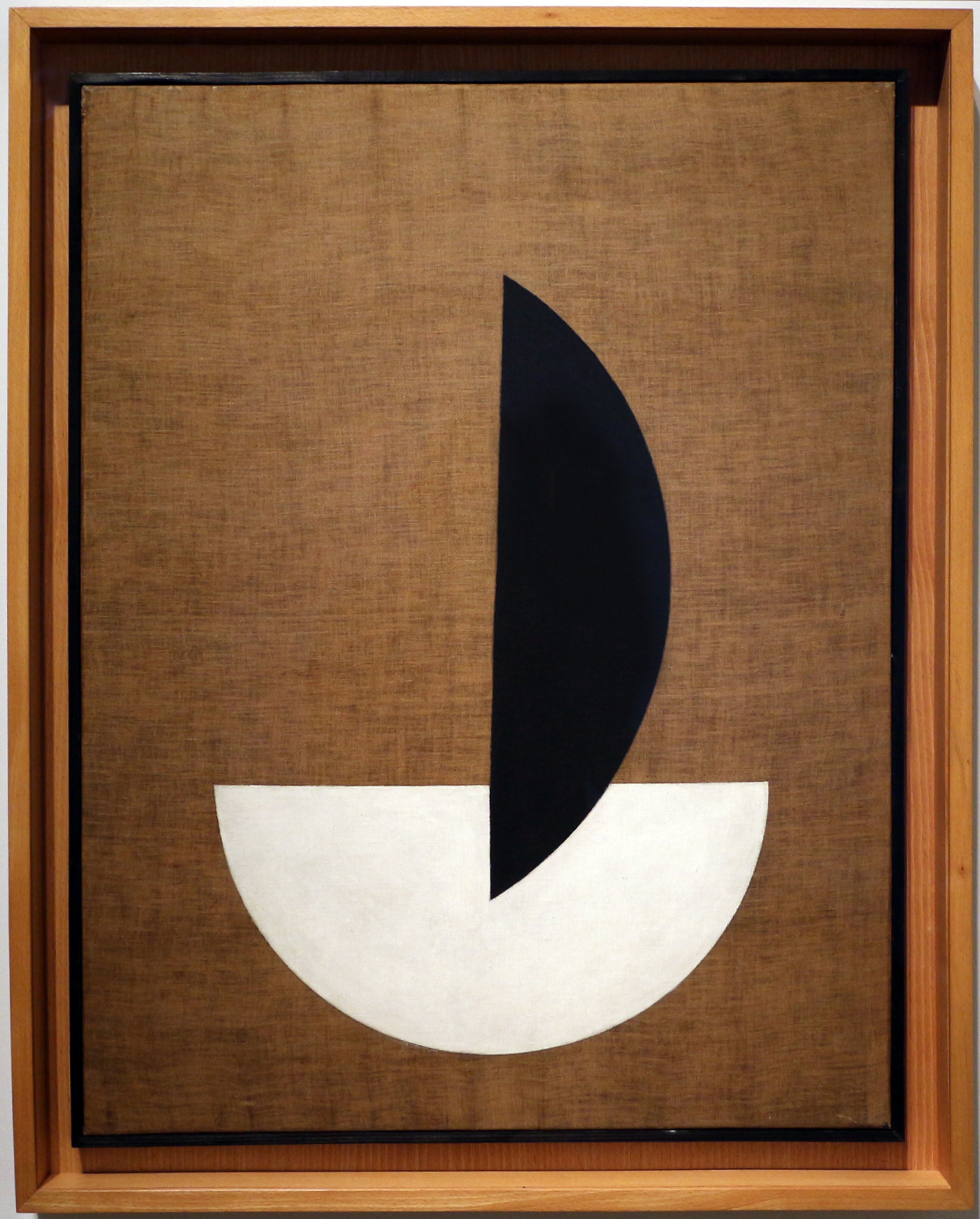
Segmentos circulares (1921)
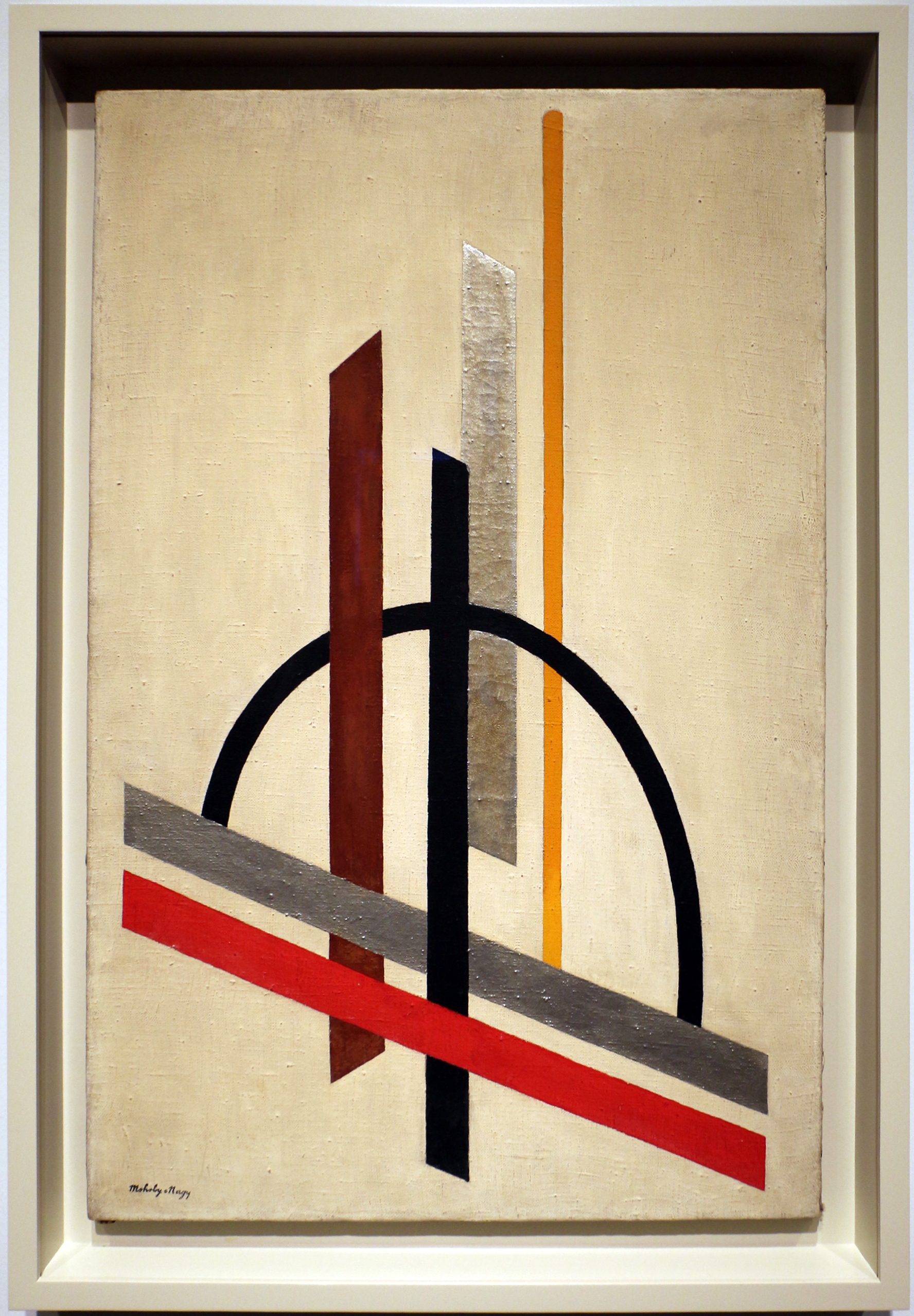
Arquitetura (construção excêntrica) (c. 1921)
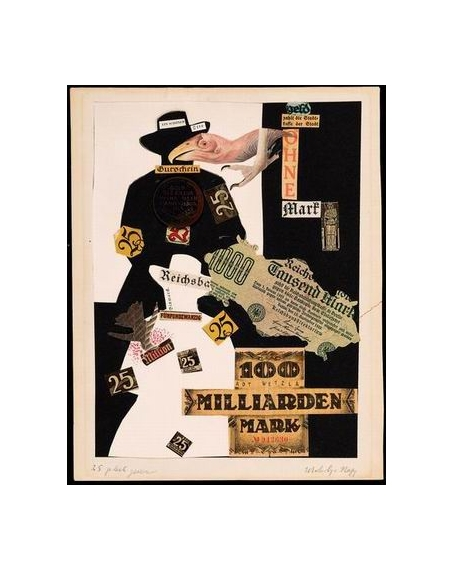
25 abutres da falência (1922)
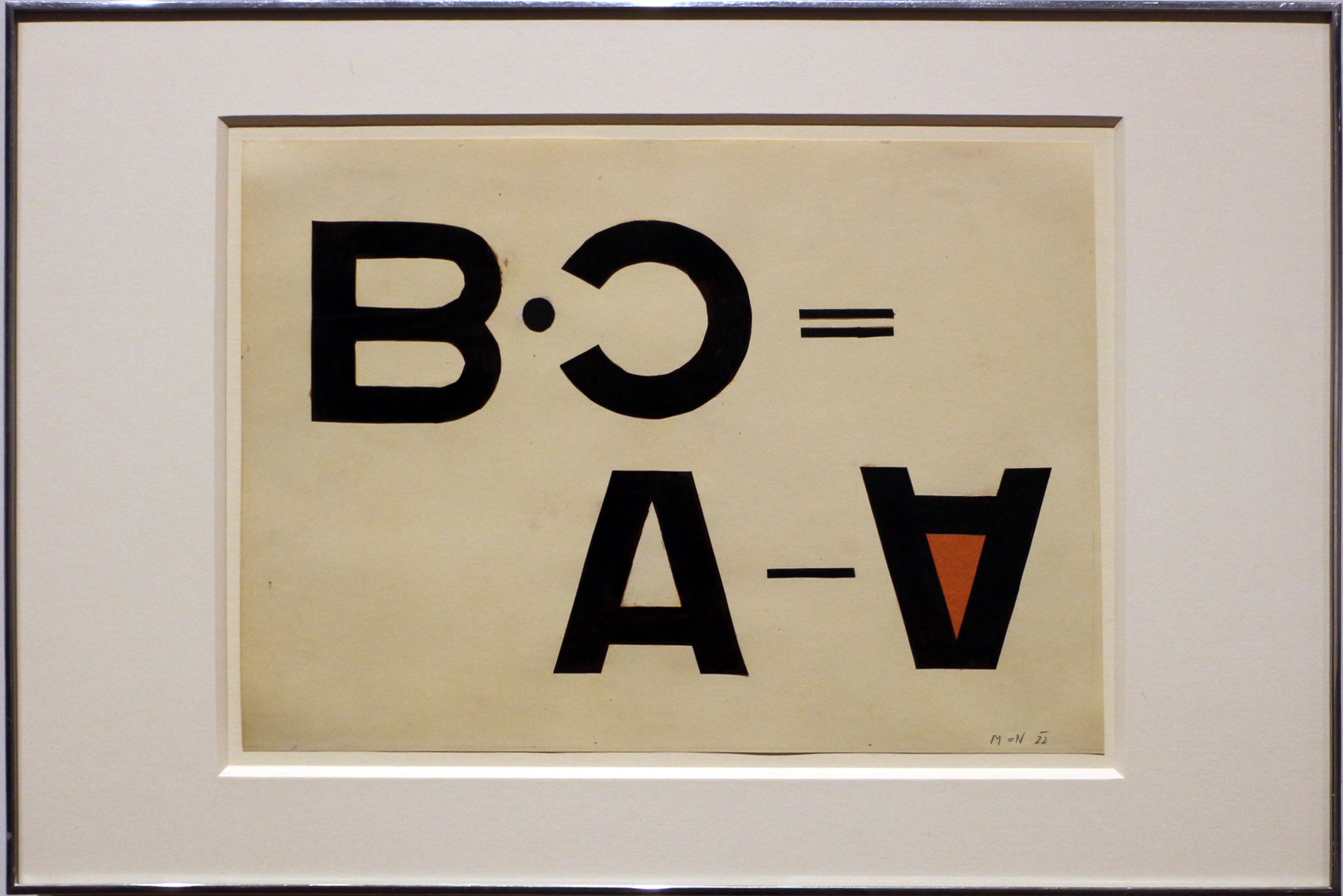
Colagem tipográfica (1922)
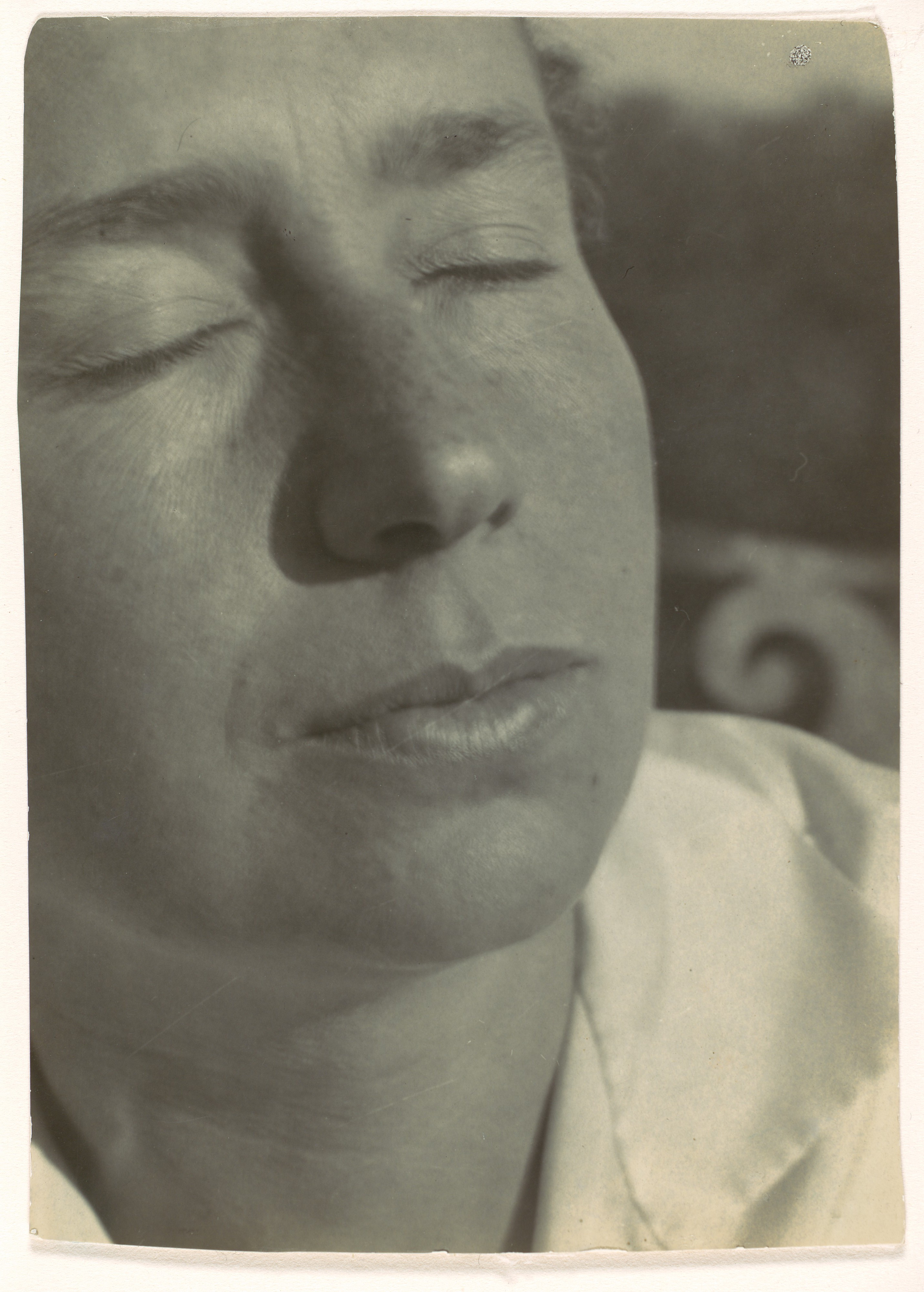
Retrato de Lucia Moholy (anos 1920)
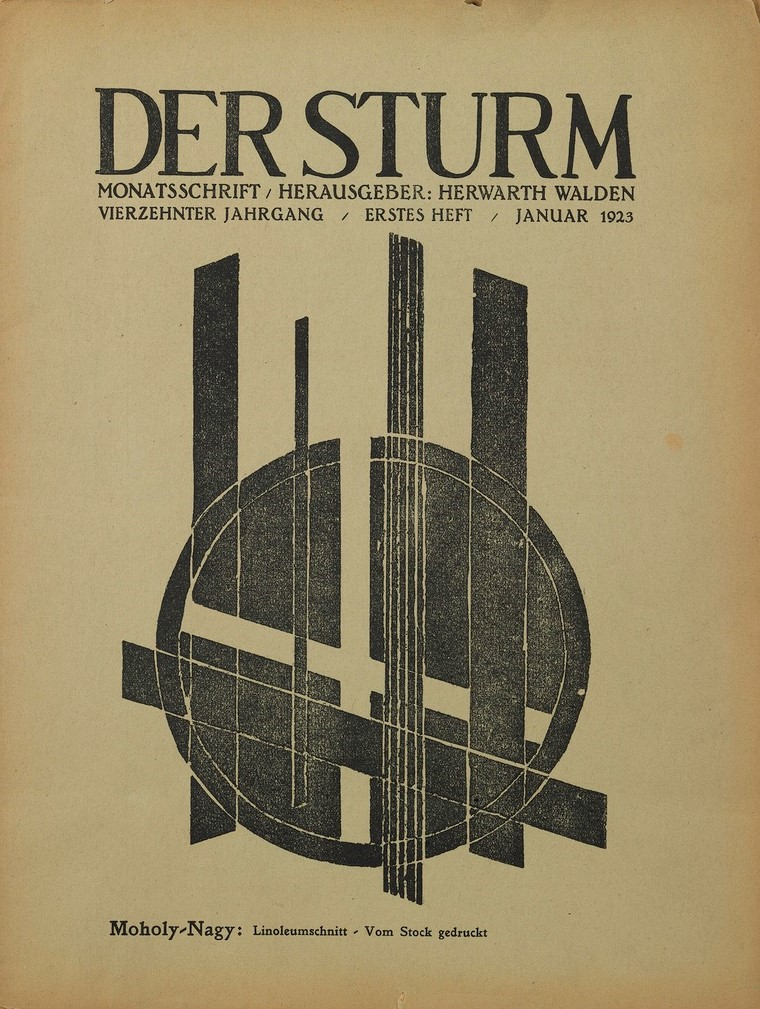
Capa de revista para Der Sturm (1923)
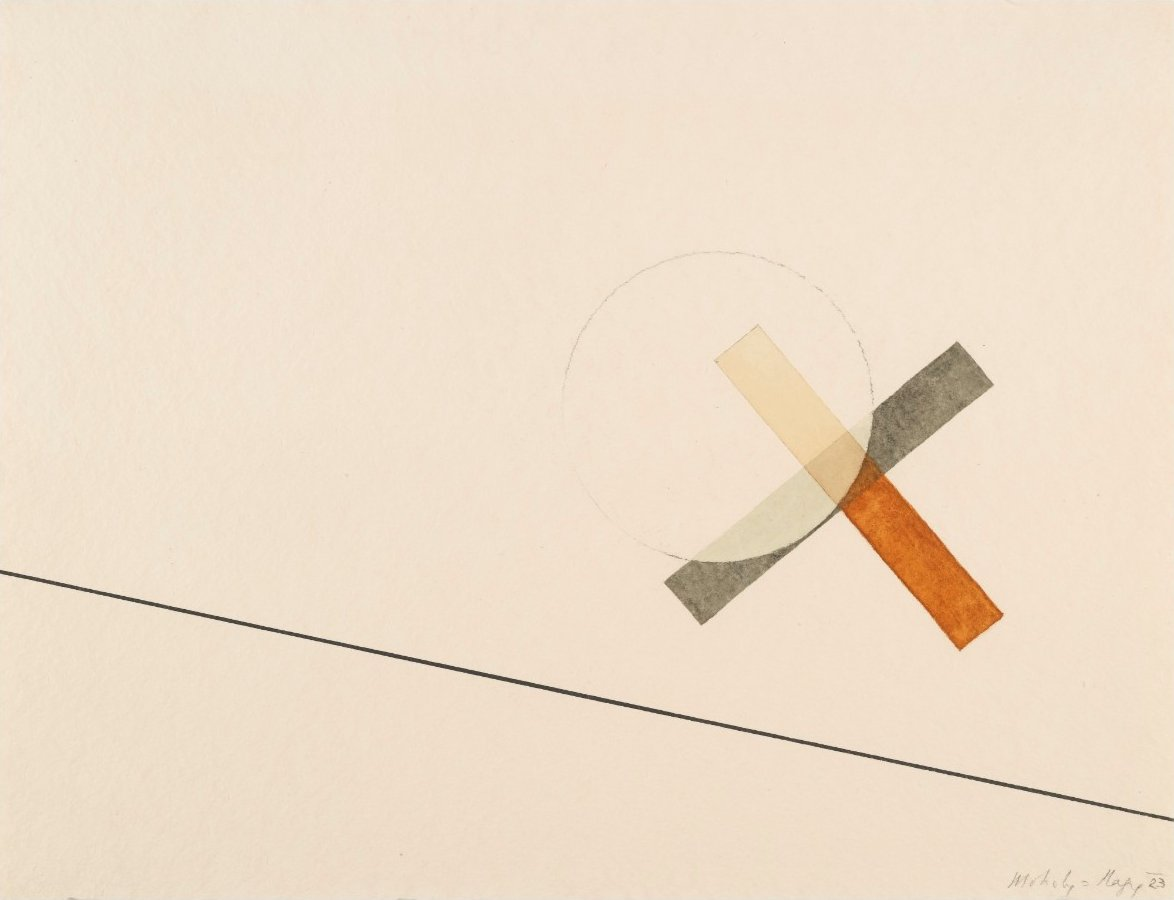
Sem título (1923)
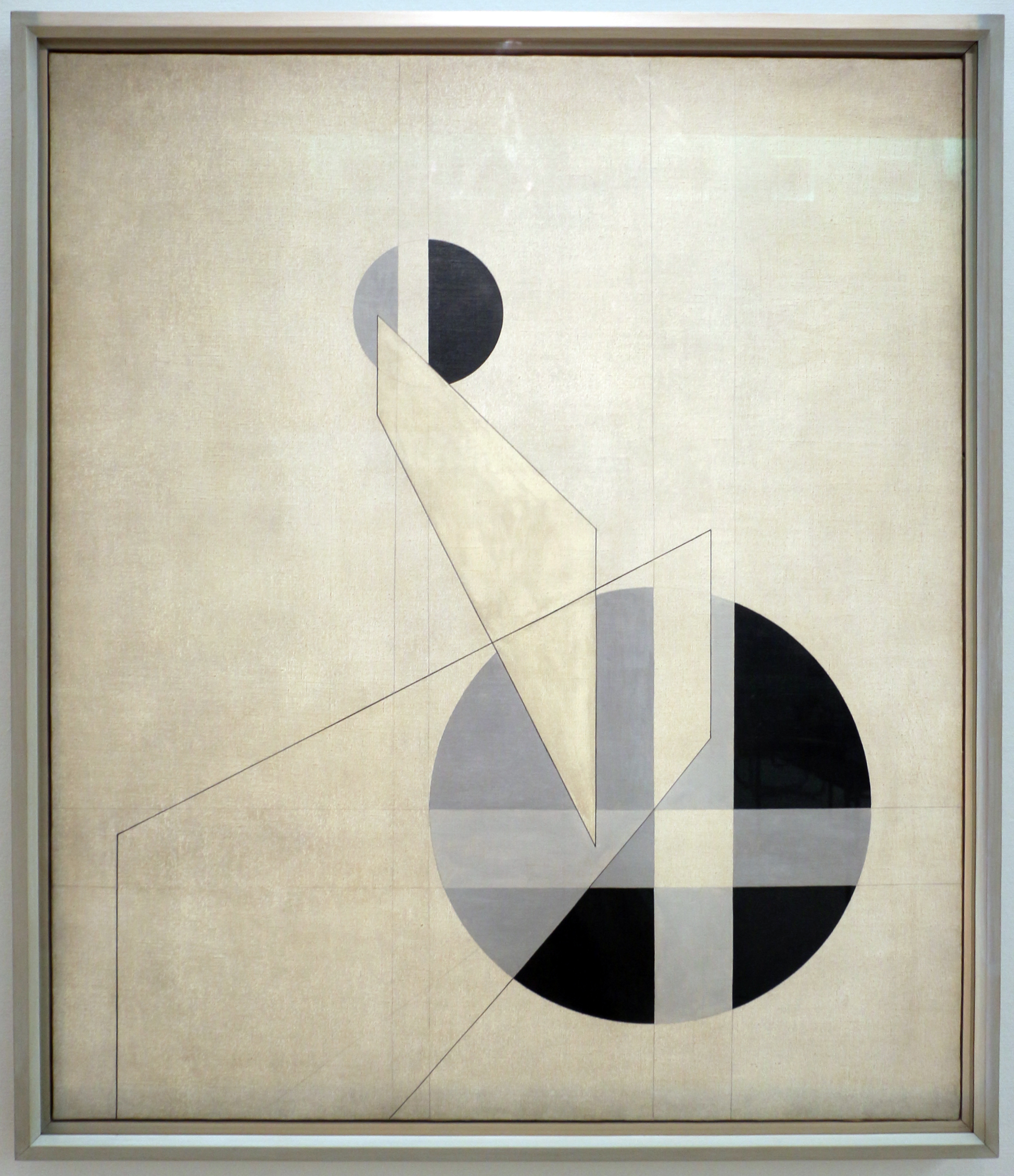
A.XX (1924)
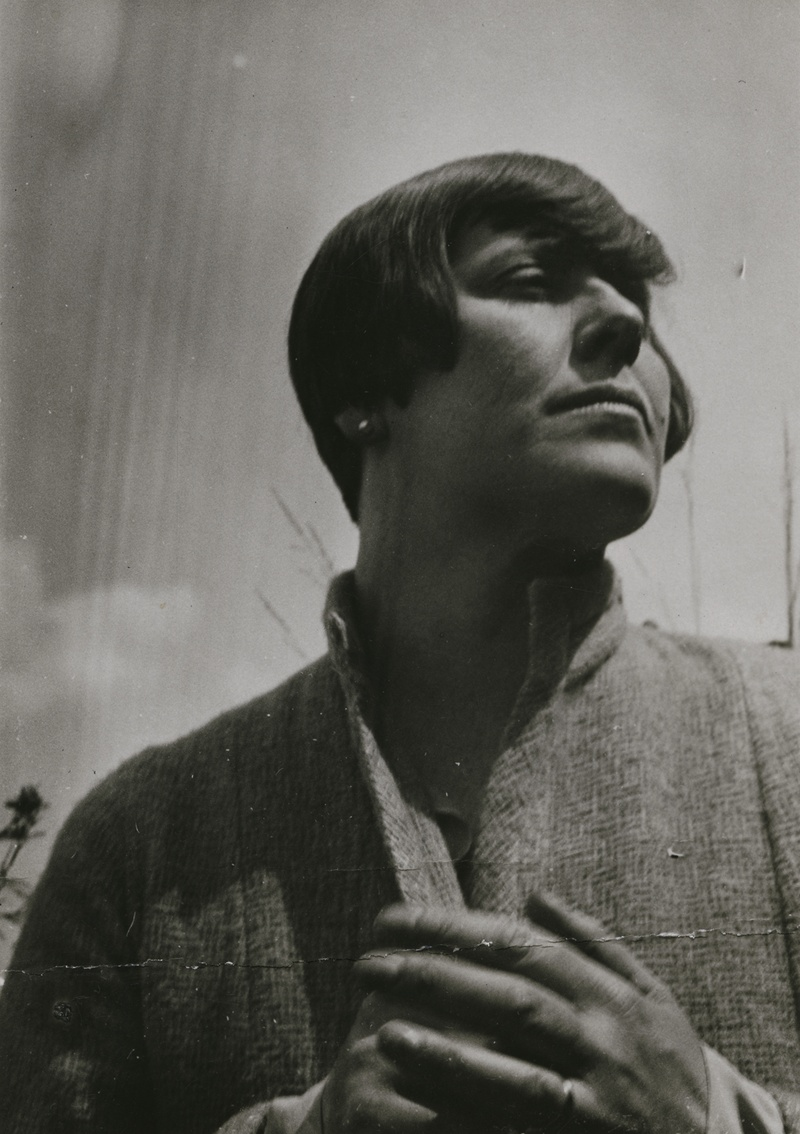
Hilla von Rebay (1924)
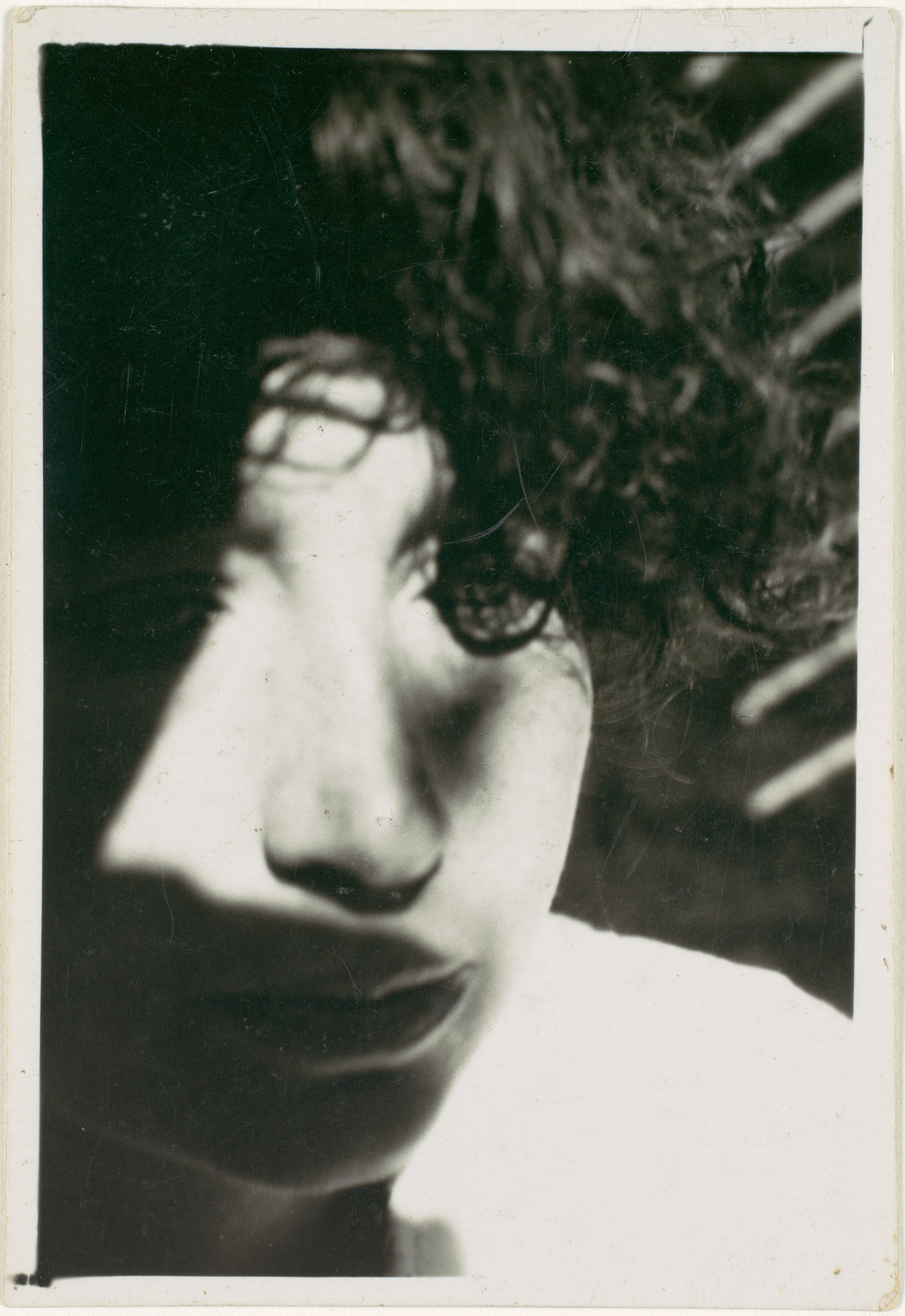
Lucia (c. 1924–1928)
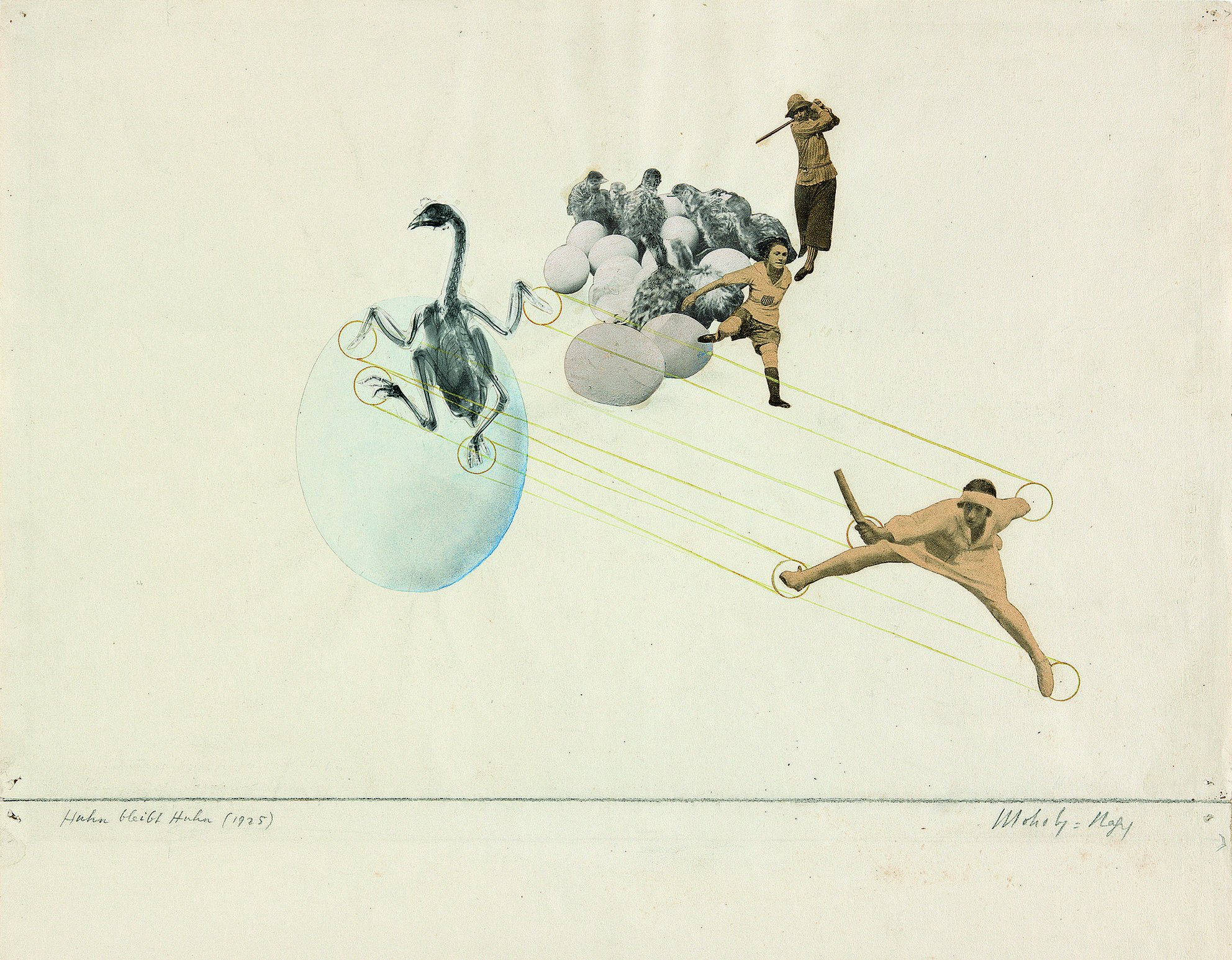
Uma vez uma galinha, sempre uma galinha (1925)
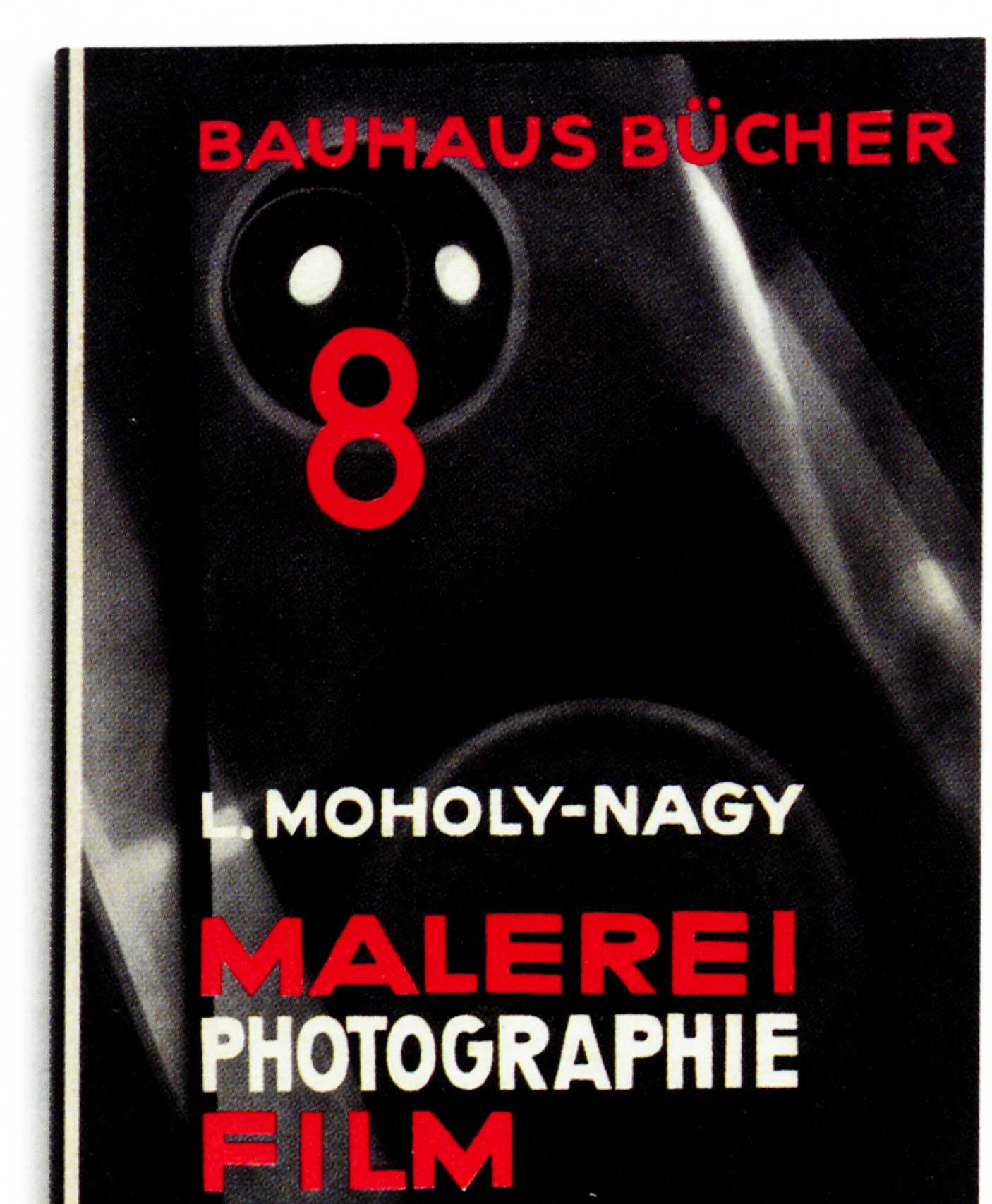
Capa do livro publicado pela Bauhaus (1925
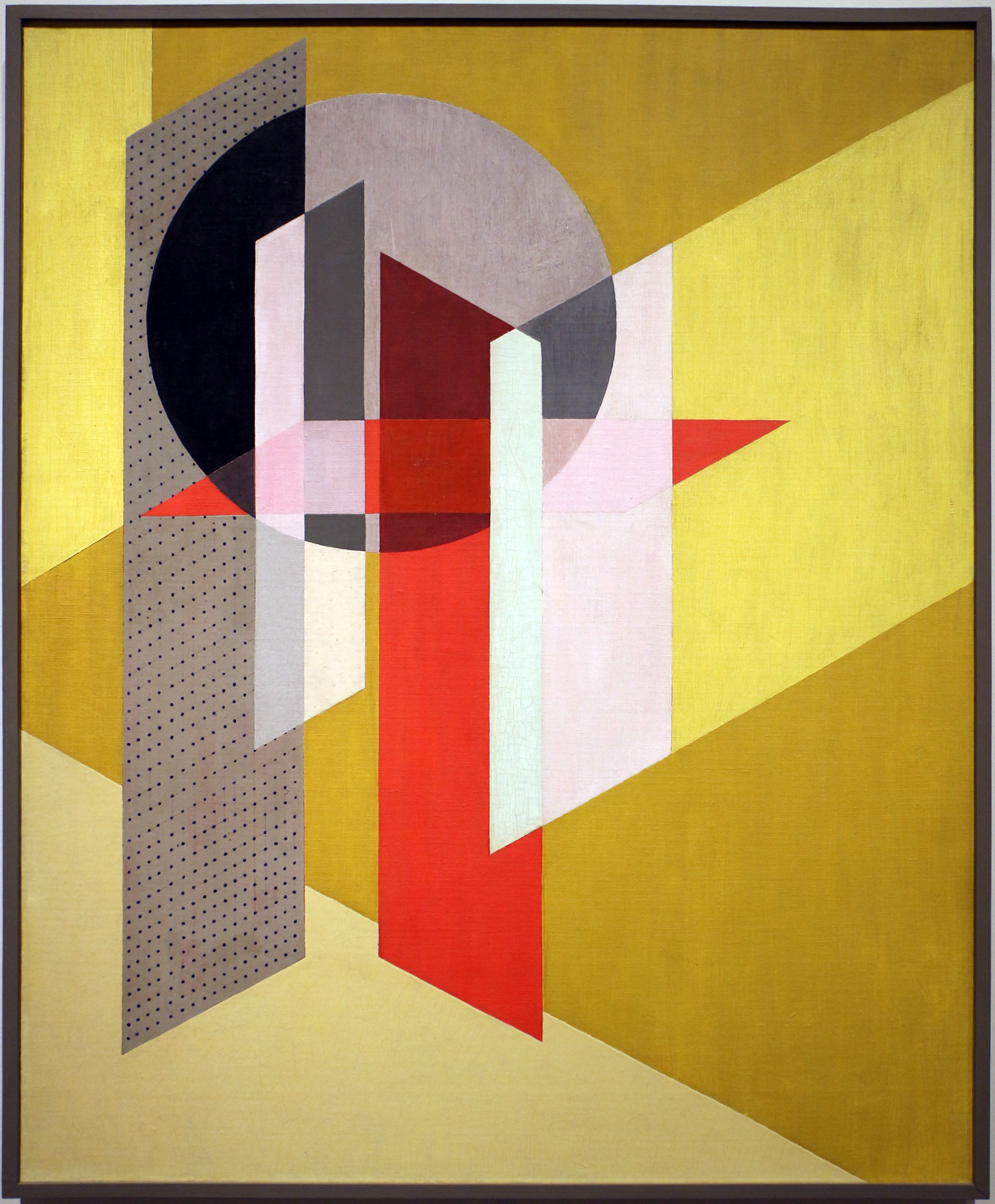
Z VII (1926)
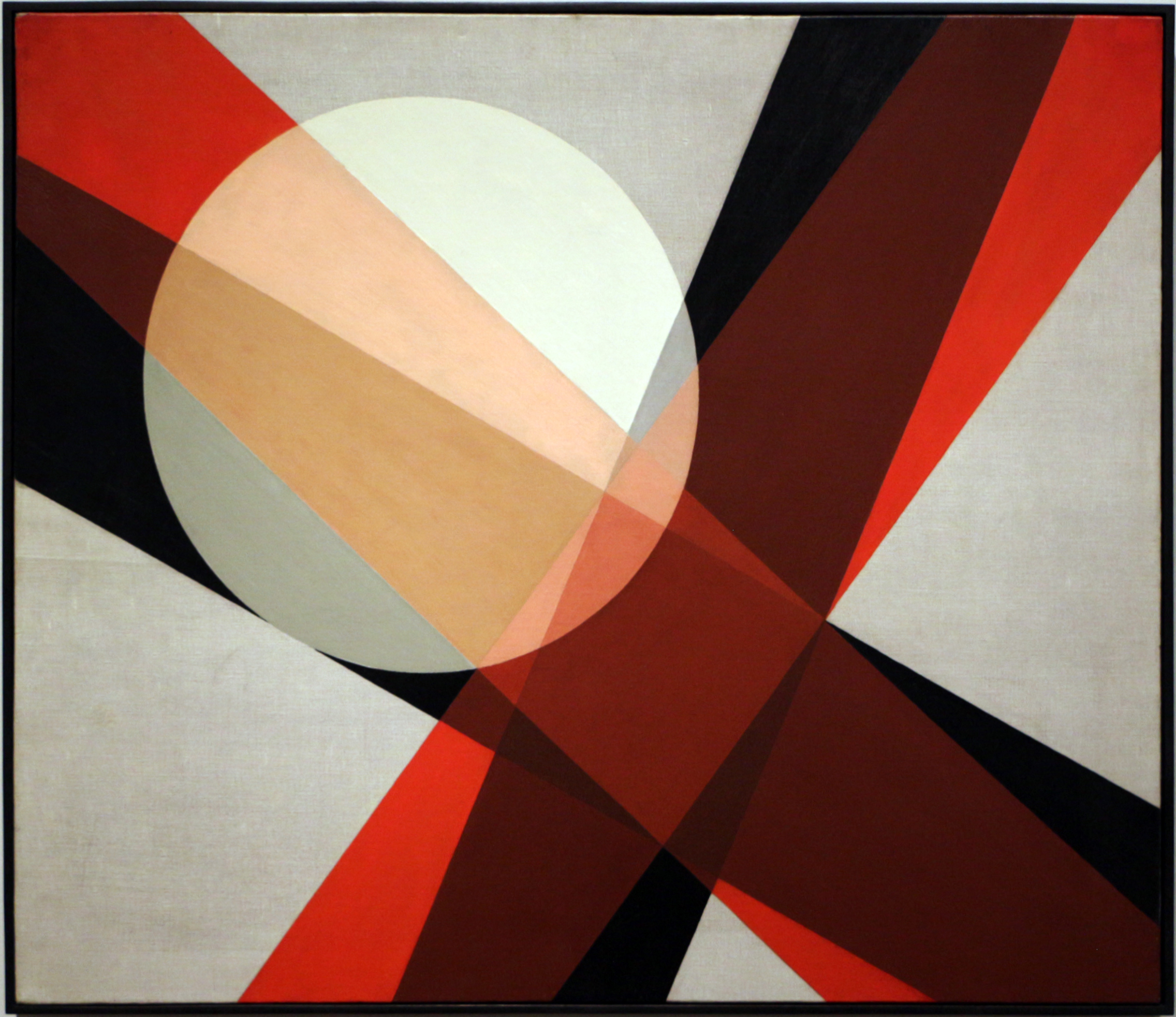
A 19 (1927)
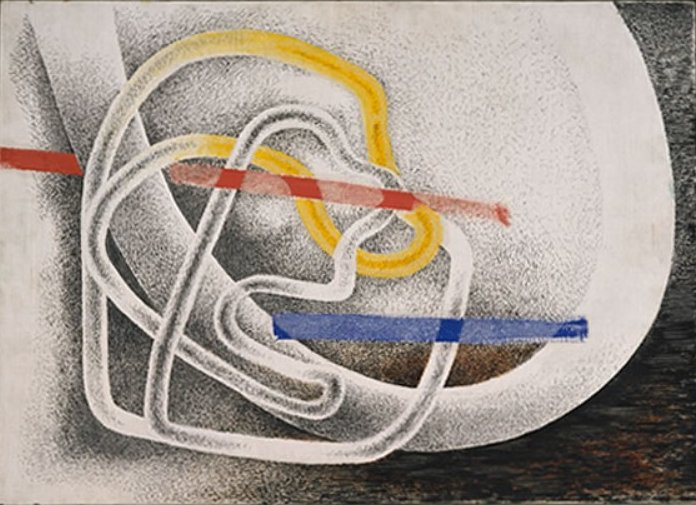
CH XI (1929)
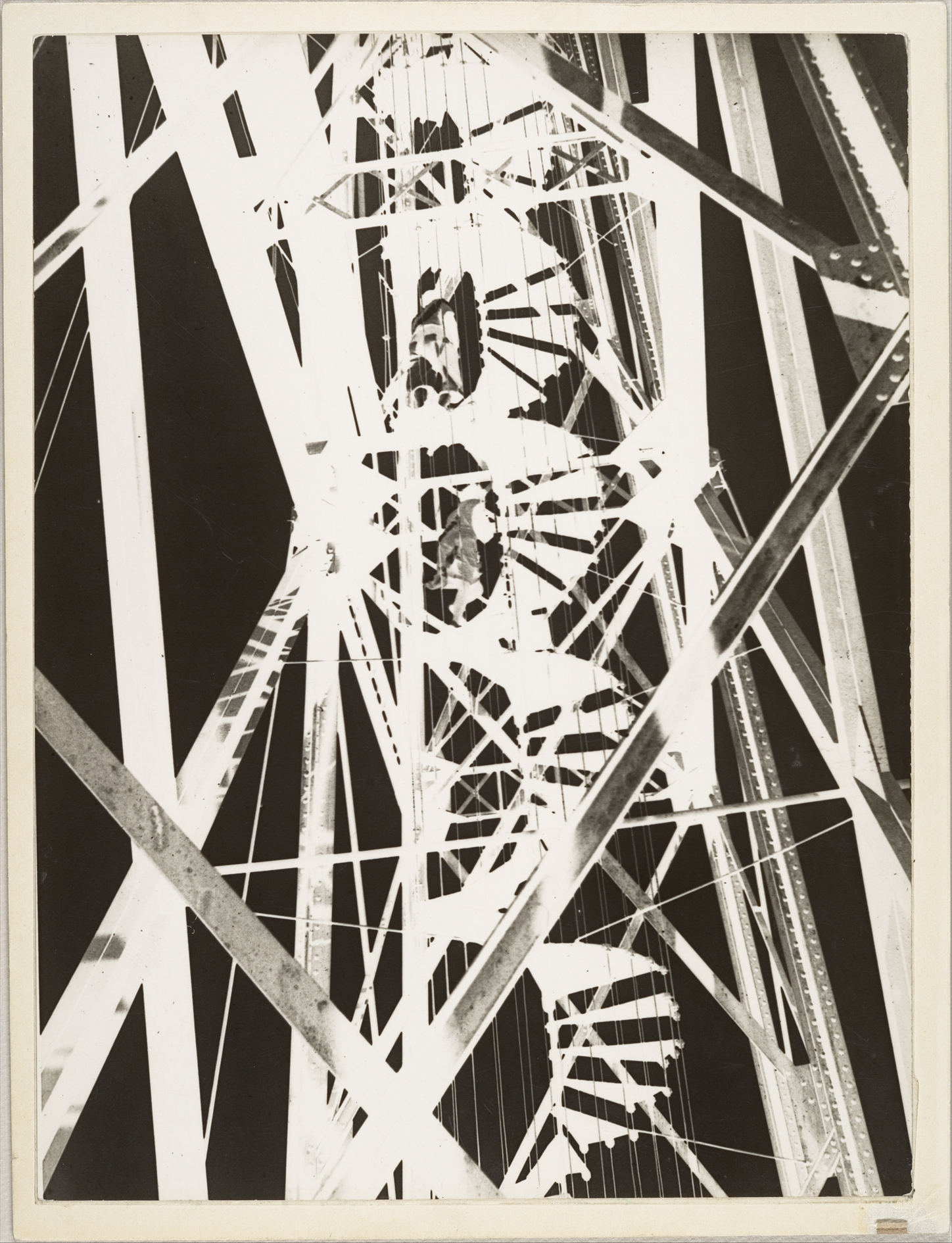
Pont Transbordeur, Marselha (1929)
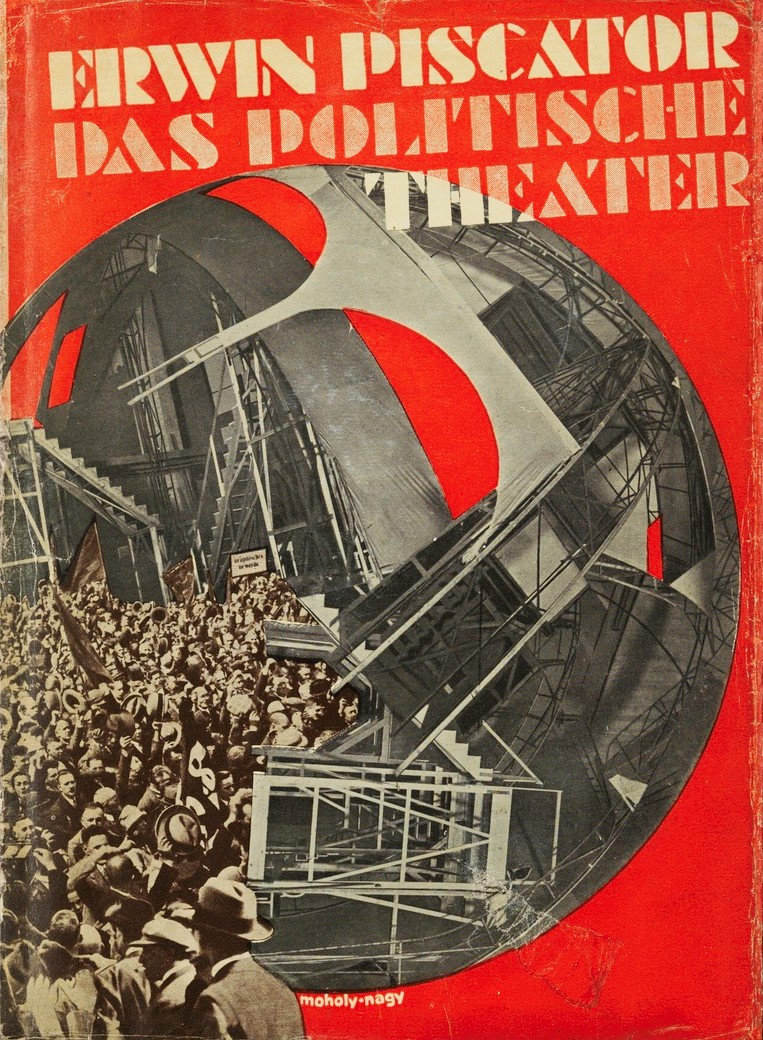
Erwin Piscator – Das politische Theater (1929)
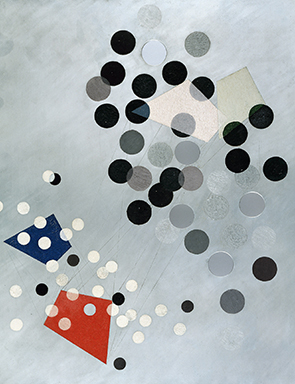
Construction AL6 (1933-1934)
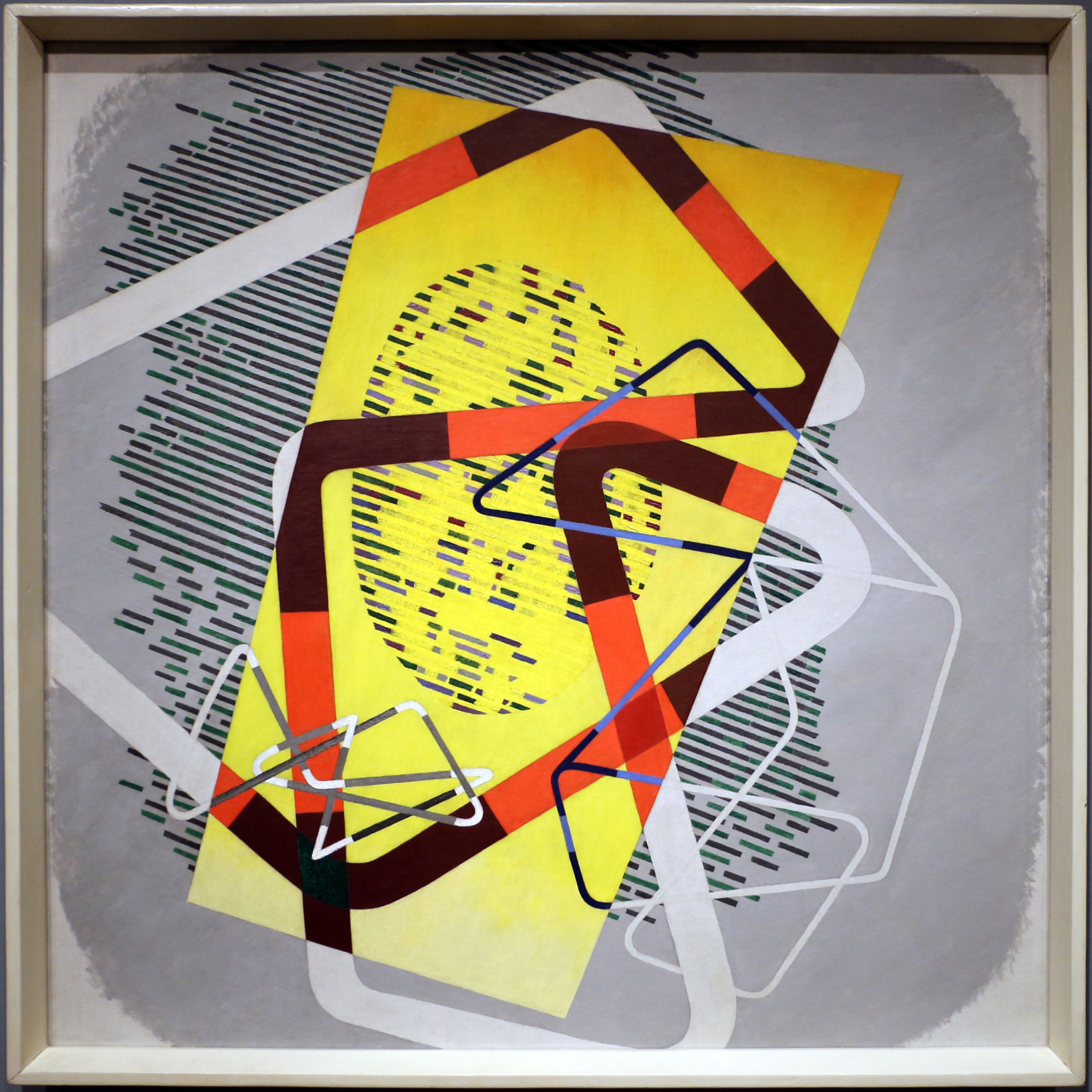
Modulador espacial (1938-1940)
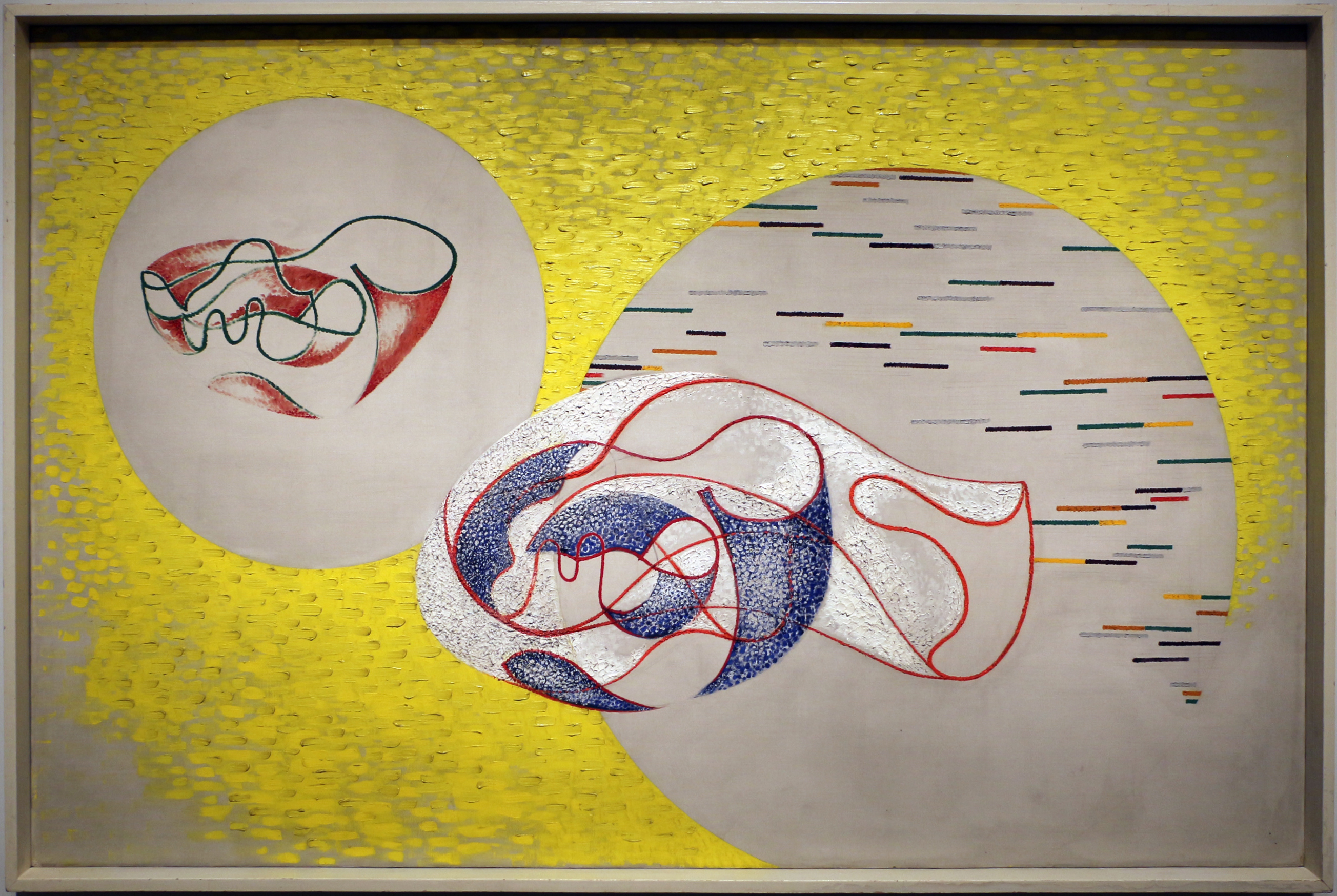
CH B3 (1941)
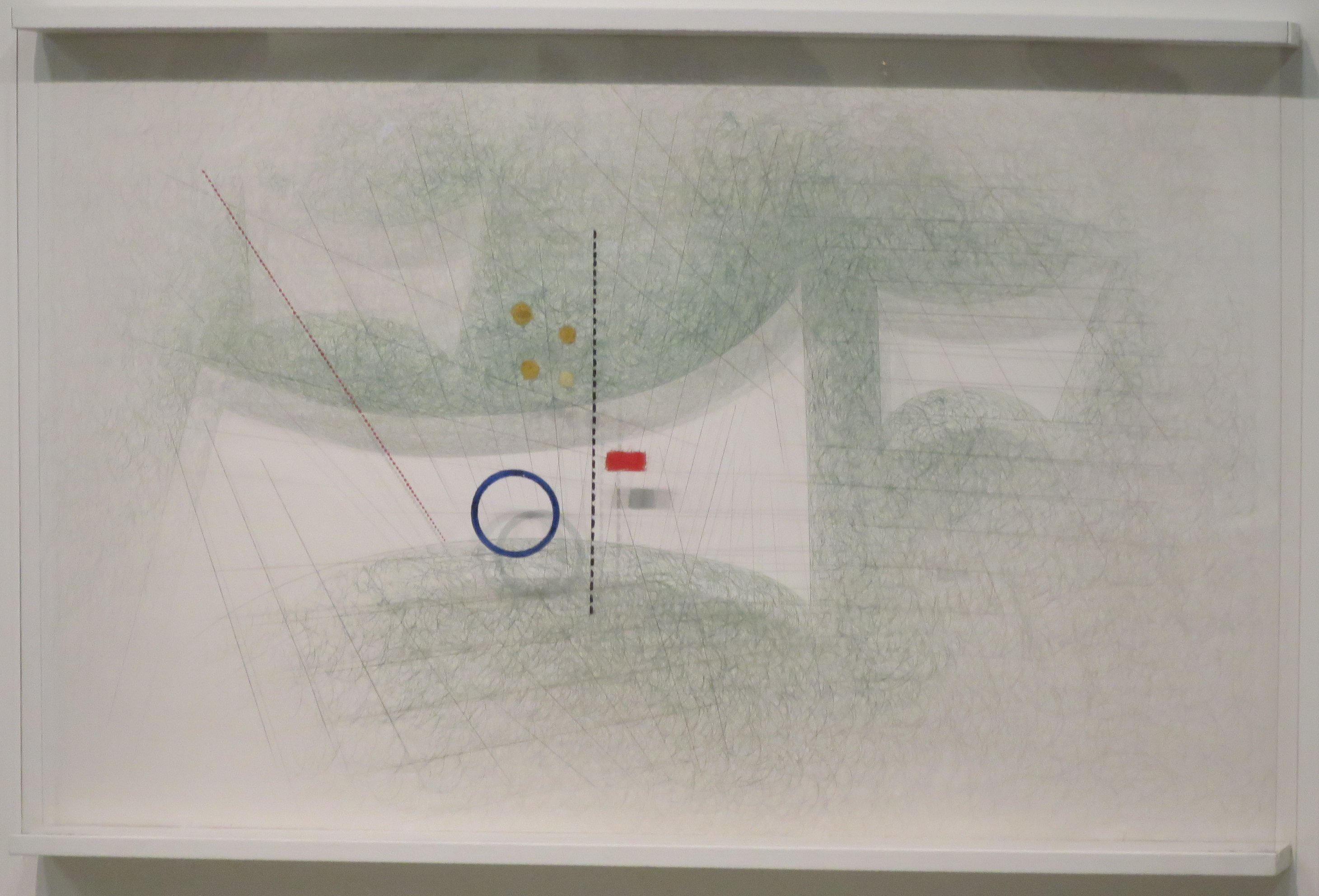
CPL 4 (1941)
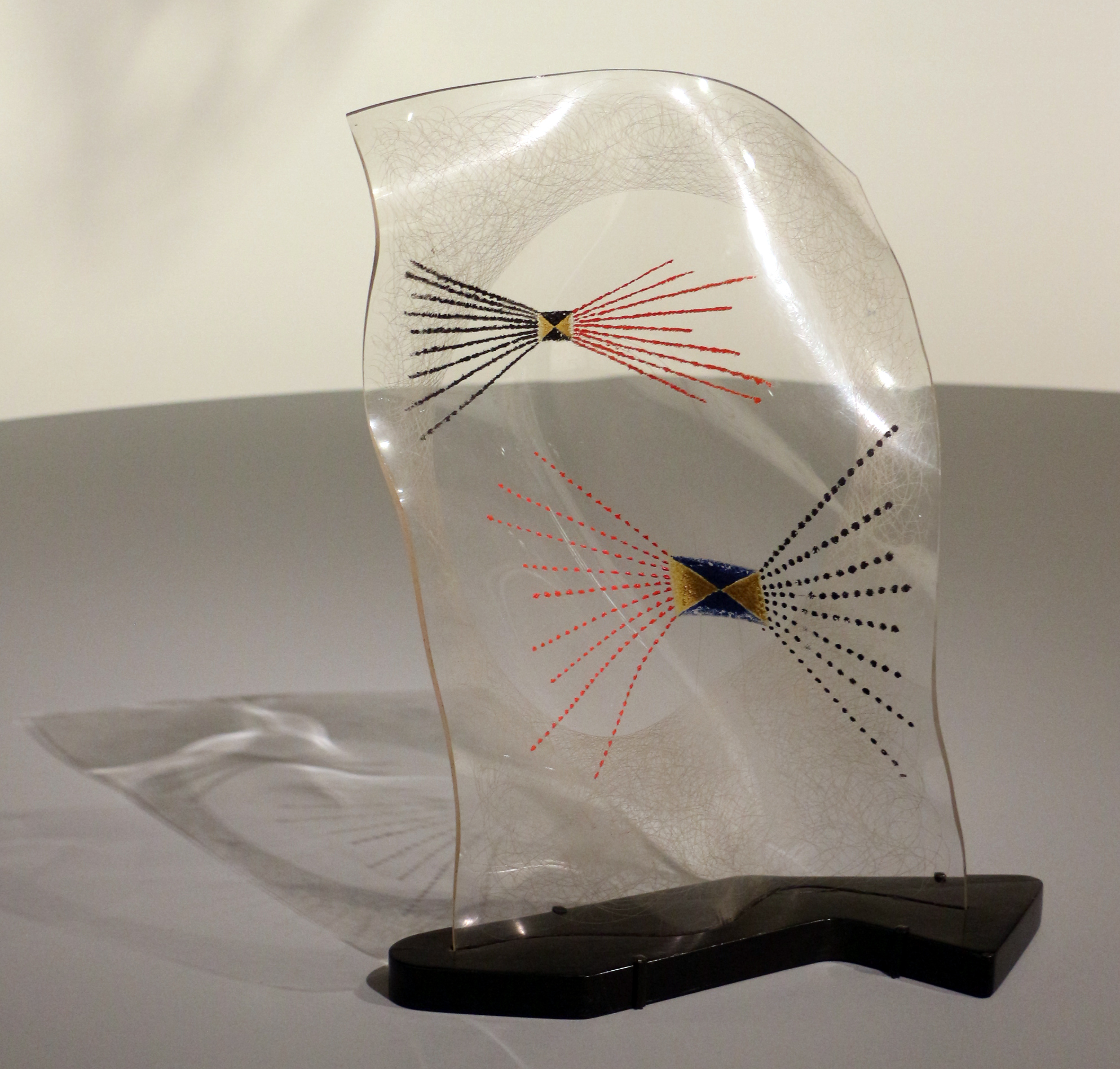
Preto, vermelho e azul vertical (1945)
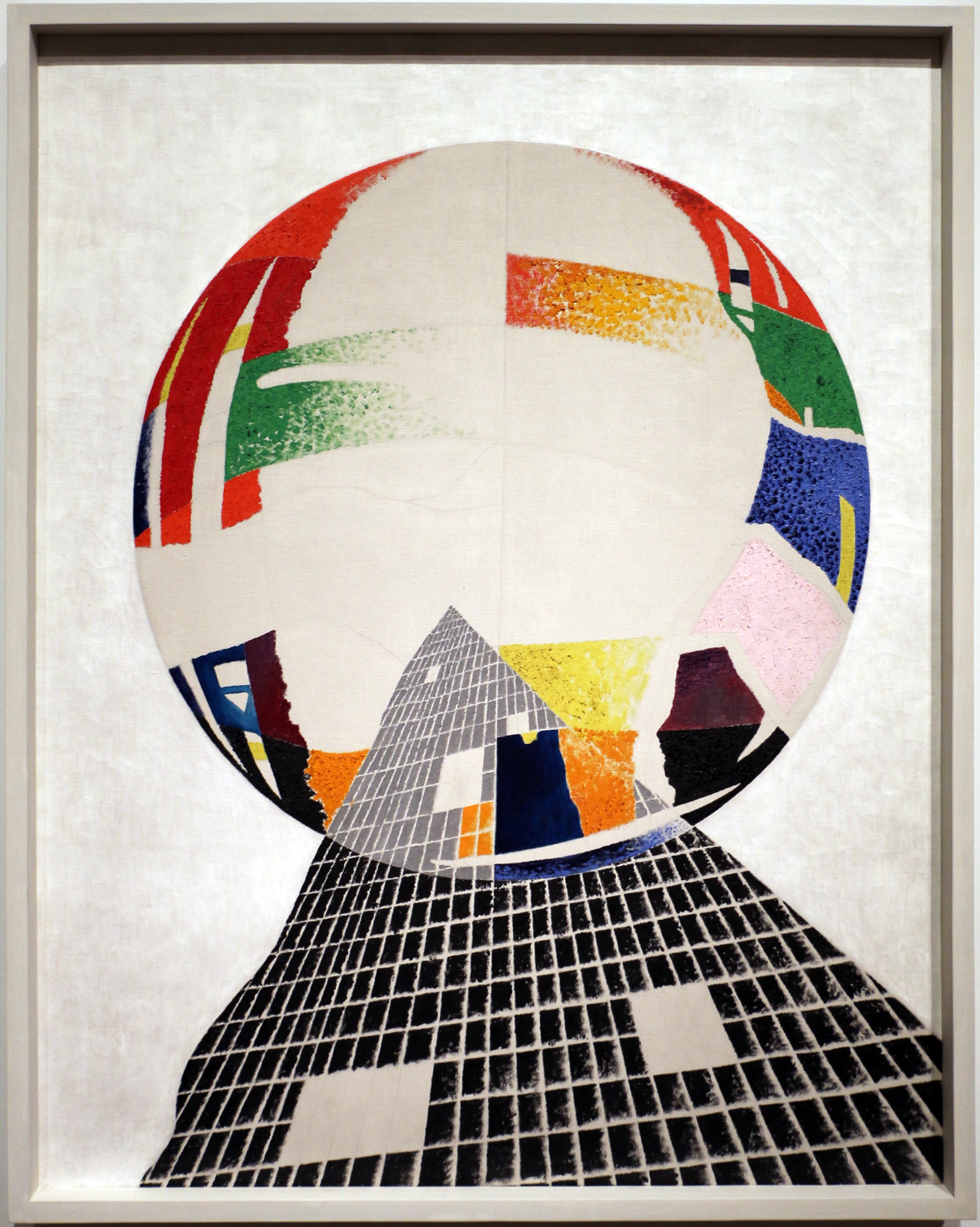
Nuclear I (1945)
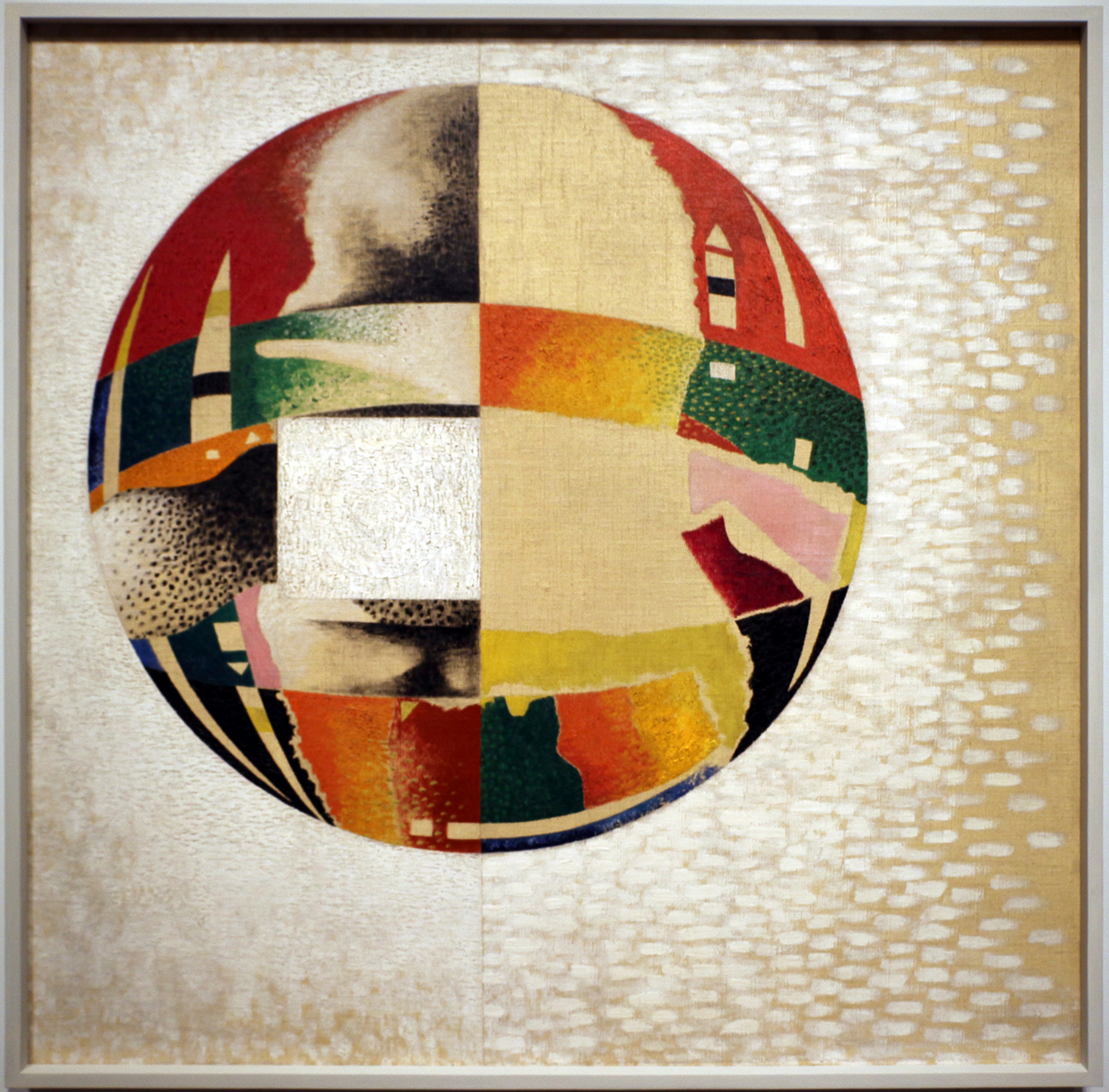
Nuclear II (1946)
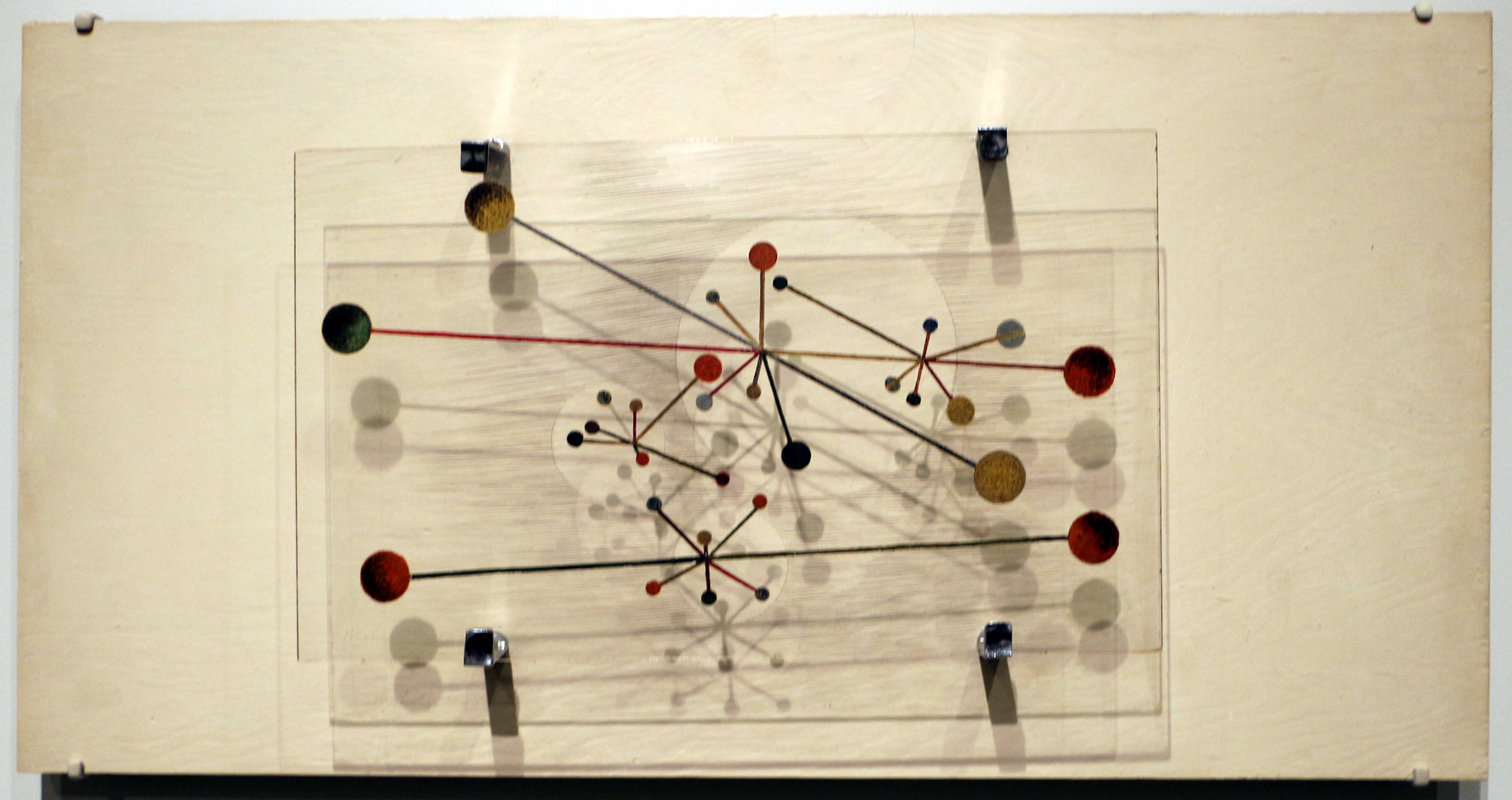
Barras giratórias (1946)